# Auditeren (Scientology)
In Dianetica en Scientology is auditeren (auditing) een opeenvolging van acties waarbij de auditeur (auditor) een individu door momenten in hun huidige of vorige levens leidt, met als doel het individu te bevrijden van negatieve invloeden van gebeurtenissen of gedragingen uit het verleden en deze te identificeren. Scientologen geloven dat elke persoon een onsterfelijk wezen is, een kracht die gelovigen een "thetan" noemen. Volgens beoefenaars is auditeren bedoeld om het individu naar de status "Clear" te brengen; een persoon die wordt geauditeerd staat bekend als een "Preclear" of "pc".
Auditeren is bedacht door L. Ron Hubbard als een integraal onderdeel van Dianetica en werd voor het eerst geïntroduceerd in 1950. In 1951 werd het ook een kernpraktijk van Scientology. De E-meter, een apparaat om elektrodermale activiteit te meten, is een integraal onderdeel van auditeren. Volgens de Scientologykerk is de definitie van auditeren het stellen van een vraag aan een persoon (die hij kan begrijpen en beantwoorden), een antwoord krijgen op die vraag en hem of haar erkennen voor dat antwoord". Alle bevindingen worden door de auditeur bijgehouden in het persoonlijke dossier van het individu.
Hubbard beweerde dat auditeren veel voordelen oplevert, waaronder onbewezen medische en psychologische gezondheidseffecten. Sinds 1971 publiceert Scientology disclaimers in haar boeken en publicaties over het gebruik van de E-meter met de tekst: "Op zichzelf doet deze meter niets. Het is uitsluitend bedoeld als hulpmiddel van predikanten van de kerk tijdens de biecht en pastorale begeleiding. De Elektrometer is medisch of wetenschappelijk niet in staat om iemands gezondheid of lichaamsfunctie te verbeteren."

## De auditeur
Een auditeur is verplicht een strikte gedragscode te hanteren, de zogenaamde auditeurscode. Auditeren is alleen succesvol als de auditeur zich gedraagt in overeenstemming met deze code. Een overtreding van de auditeurscode wordt in Scientology als een zware misdaad beschouwd.
De code schetst een reeks van 29 beloften, waaronder toezeggingen zoals:
- Nooit voor de Preclear te evalueren of hem te vertellen wat hij tijdens de sessie over zijn casus moet denken
- Nooit de casus van de Preclear of vorderingen binnen of buiten de sessie veroordelen
- Nooit de geheimen van een Preclear die tijdens een sessie worden onthuld voor straf of persoonlijk gewin gebruiken

De belangrijkste bedoeling van een sessie is het verwijderen van "schuldige incidenten" die trauma's hebben veroorzaakt, waarvan in Scientology wordt aangenomen dat ze worden opgeslagen in de "reactieve verstand". Deze incidenten moeten vervolgens worden geëlimineerd voor een goede werking.

## Preclear
De Preclear of pc is de persoon die geauditeerd wordt – de cliënt, voorheen de patiënt genoemd. Op de meeste niveaus van auditeren zijn er twee mensen aanwezig: de auditeur is degene die vragen stelt, en de Preclear is degene die ze beantwoordt. Op sommige van de hogere niveaus controleert een persoon zichzelf en is tegelijkertijd auditeur en preclear. De term is ontstaan toen het uiteindelijke doel van auditeren was om een persoon te creëren die schoon "clear" is, dus de persoon die werd geauditeerd was preclear. Zelfs nadat Hubbard de hoogste niveaus had ontwikkeld, werd de term Preclear nog gebruikt, zelfs als de persoon de staat van Clear had overtroffen. De term is de "rol" in auditeren blijven vertegenwoordigen in plaats van het niveau dat de persoon heeft bereikt. Tijdens een auditsessie schrijft de auditeur de vragen en de antwoorden van de Preclear op, en de papieren worden opgeslagen in het dossier van de cliënt.
Dit dossier (de Preclear-map) wordt veelvuldig genoemd in verhalen van ex-Scientologyleden, als zijnde een chanteer- en drukmiddel om mensen bij de kerk te laten blijven.